# バーゼルII
バーゼルII（バーゼルツー、英語: Basel II）は、二回目のバーゼル合意であり（現在はバーゼルIIIへの移行が進んでいる）、バーゼル銀行監督委員会による銀行の法整備および規制に関する勧告である。
バーゼルII合意は2004年6月に最初に発行され、銀行が直面する金融リスクやオペレーショナルリスクに対処するために保有する必要のある自己資本の額を管理する国際銀行基準を修正することを目的とした。本規制の狙いは、銀行がさらされるリスク（エクスポージャー）が大きいほど、ソルベンシー（支払い能力）と全体の経済安定性を守るために銀行が保有を求められる自己資本の額が大きくなるようにすることである。バーゼルIIは、銀行が投融資やトレーディング活動を通じてさらされるリスクに対して十分な自己資本を確実に保有するようにリスクおよび自己資本管理に関する規制を定めることで、上記の達成を試みた。 国際的に活動する銀行間の競争上の不平等が生じないよう、規制の十分な一貫性を保つことも重要な課題であった。
バーゼルIIは、2008年以前の数年間で施行に移され、ほとんどの主要国では2008年初頭に施行されることになっていたが、バーゼルIIが完全に有効になる前に2007年から2008年の間に起こった金融危機の影響を受けた。バーゼルIIIの交渉が始まった際には、危機を念頭により厳しい基準が検討され、欧州や米国を含む一部の主要国では迅速な採用がなされた。

## 目的
最終版における目標は次の通り。
1. 資本配賦（英語版）の高いリスク感応度を保つ
2. 市場参加者が金融機関の自己資本の充実度を評価できるように、開示要件の強化。
3. 必ず、データおよび正式な算出基準に基づき、信用リスクおよびオペレーショナルリスク、市場リスクが計量されるようにすること。
4. 規制のアービトラージの余地を最小限に抑えるため、エコノミックキャピタルと規制資本を一層緊密に整合化すること。

最終合意では規制アービトラージの問題は概ね解決を見たものの、自己資本比率規制がエコノミックキャピタルとは乖離している分野が依然存在する。

## 実施された合意事項：3本の柱
バーゼルIIは、「3つの柱」という概念を提唱しており、（1）自己資本比率規制（リスクへの対処）、（2）監督上の検証、および（3）市場規律からなる。
バーゼルI合意では、これらの柱のうち、それぞれの一部のみの対処にとどまっていた。例えば、バーゼルIIの第一の柱に関していうと、たった一つのリスク、信用リスクのみが簡単に処理され、市場リスクは後から付け加えられたものだった。オペレーショナルリスクについてはまったく取り扱われていなかった。

### 第一の柱：自己資本比率規制
第一の柱は、銀行が直面するリスクのうち3つの主要な要素である信用リスク、オペレーショナルリスク、および市場リスクについて算出された規制資本の維持について対処するものであった。その他のリスクについては、この段階で完全に定量化できるとはみなされていない。
1. 信用リスク量は、手法の高度性ごとに、標準的手法、 基礎的内部格付手法 、 先進的内部格付手法の3つ存在し、これらに従って算出する。
2. オペレーショナルリスクについては、基礎的手法（BIA）、粗利益配分手法（TSA）、先進的計測手法（AMA）と、３つの異なる手法が存在する。
3. 市場リスクの場合、推奨される手法はVaR（バリュー・アット・リスク）である。

バーゼルIIの勧告事項を銀行業界が段階的に導入し、標準的な要件から、各銀行が各リスクカテゴリごとに開発した、より洗練され、より具体的な要件へと移行していく。特注リスク計測システムを開発する銀行にとっての利点は、課されるリスクキャピタル規制が潜在的に小さくなりうる点である。将来的には、エコノミックキャピタルと規制資本という概念はさらに緊密にリンクしていくことになるだろう。

### 第二の柱：監督上の検証
この柱は、第一の柱に対する規制上の対応であり、規制当局に従来よりも優れた「ツール」を提供するものである。また、システミックリスク、年金リスク、集中リスク、戦略リスク、レピュテーションリスク、流動性リスク、法的リスクに対処するためのフレームワークを提供しており、本規制ではこれらを残余リスクという名前でまとめている。銀行は自らのリスクマネジメント体系を検証することができる。
内部自己資本充実度評価プロセス（ICAAP）は、バーゼルII合意の第2の柱の結果である。

### 第三の柱：市場規律
この柱の目的は、市場参加者が金融機関の自己資本の充実度を評価できるような開示要件を策定することで、自己資本比率規制および監督上の検証プロセスを補完することを目的としている。
情報の共有は投資家、アナリスト、顧客、他の銀行、格付機関などの他者による銀行の評価を促し、良好なコーポレート・ガバナンスにつながることから、市場規律は規制を補完するものとなる。第3の柱の目的は、金融機関に適用範囲、自己資本、リスク・エクスポージャー、リスク評価プロセス、自己資本の充実度などの詳細を開示させることで、市場規律が機能するようにすることである。取締役会を含む上級管理職は金融機関のリスクを同様の手法で評価し、管理していなければならない。
市場参加者は、銀行の活動とそのエクスポージャーを管理するために銀行が実施している統制について理解が十分であれば、銀行組織の良し悪しをよりよく見抜くことができ、慎重にリスクを管理している銀行に報い、そうでない銀行にペナルティを与えることができる。
これらの開示は、少なくとも年2回行うことが求められる。ただし、一般的なリスク管理の目的と方針の概要を示す質的な開示については、年に一度行えばよい。また、金融機関は、何を開示するかについて正式な方針を作成し、これら開示の妥当性や頻度とともに、開示に関する管理を行う必要がある。一般的に、第3の柱に基づく開示は、バーゼルⅡの枠組みが適用される銀行グループの最上位連結レベルに適用される。

## バーゼルIIと規制当局
国際的な協定を実施する上で最も難しい点の一つは、異なる文化、異なる構造モデル、複雑な公共政策、既存の規制に適合させる必要があることである。

たとえば、米国連邦預金保険公社のシーラ・ベア議長は、2007年6月に、次のように本規制など銀行の自己資本比率規制の目的を説明した。
銀行にやりたいようにやらせると慎重とはとても言えないほど少ない（決して多くはない）額の自己資本しか持たないだろうと信じるに足る強い理由があります。暗黙裡にせよ、明示的にせよ、銀行は政府のセーフティネットの恩恵を受けています。銀行への投資は安全な賭けだと思われています。適切な自己資本規制がなければ、銀行は自己資本をほとんどまたはまったくもたずとも、市場で事業を続けられます。そして、政府と預金保険会社は、最終的に貧乏くじを引かされ、破綻のリスクとコストの多くを負担することになります。1980年代後半から1990年代にかけての米国の銀行危機や貯蓄貸付組合危機で見られたように（中略）この問題が非常に現実的なものであることは歴史が証明しています。不適切な自己資本規制の最終的なツケは非常に重いものになることでしょう。要するに、規制当局は自己資本の判断を完全に銀行に任せられないのです。そんなことをしていたら、我々は自分の仕事をしていることにならないし、公共の利益に貢献していることにもならないでしょう。

### 実装の進捗状況
世界のほとんどの国・地域の規制当局は、この新規制の実施を計画しているが、その時期もはまちまちで、様々な手法の使用も制限されている。米国の規制当局は、最終アプローチに合意した。最大手の銀行には内部格付手法を、中小規模の銀行には標準的手法を適用することを求めている。
インドでは、インド準備銀行が2009年3月31日にバーゼルIIの標準的基準を施行に移し、銀行の信用リスクについては内部格付け、オペレーショナルリスクについてはAMA（Advanced Measurement Approach）基準に移行している。
インドの銀行に対する既存の基準（2010年9月現在）：自己資本（バッファーを含む）：3.6％（バッファー・バーゼル2の要件はゼロ）、Tier1要件：6%。 総資本：リスク加重資産の9％。
RBIが発表したガイドラインの草案によると、自己資本比率は次のように設定されている。普通株式5％+ 2.5％（資本保全バッファー）+ 0–2.5％（カウンターシクリカルバッファー）、Tier1資本7％、最低自己資本規制比率（資本保全バッファーを除く）はリスク加重資産の9％となる。したがって、実際の所要自己資本は11〜13.5％となる（資本保全バッファーとカウンターシクリカルバッファーを含む）。
金融安定研究所（FSI）が発表したアンケートへの回答として、95ヶ国の規制当局が、2015年までに何らかの形でバーゼルIIを導入する予定であると述べた。
欧州連合（EU）は、EU自己資本要求指令を介して本規制をすでに実施しており、EU域内の多くの銀行は、この新しいシステムに基づいて自己資本規制比率を報告している。2008-09年までにすべての信用機関が採用した。
オーストラリアは、オーストラリア健全性規制庁を通じて、2008年1月1日にバーゼルIIフレームワークを実施に移した。

## バーゼルIIと世界金融危機
世界金融危機の前後、バーゼルIIの役割は広く議論されてきた。危機が本制度の弱点を示したと主張する者もいれば 、実際には危機の影響を増大させたとして批判する者もいる。金融危機を受けて、バーゼル銀行監督委員会は、いわゆるバーゼルIIIとして改訂された世界基準を公表した。同委員会は、この新基準が、資本の質の向上、資本市場業務のリスクカバー率の増加、流動性基準の改善など、様々な利益をもたらすと主張した。
BCBSの前会長であるナウト・ウェリンクは、2009年9月に、危機への対応として委員会が取るべき戦略的対応をまとめた論文を発表した。彼は、5つの主要な要素からなる、より強力な規制の枠組みを提案した。すなわち、（a）規制資本の質の向上、（b）流動性の管理・監督の強化、（c）第2の柱のガイドラインの強化を含むリスクの管理・監督の強化、（d）証券化、オフバランスシートのエクスポージャー、トレーディング活動に関する第3の柱の開示の強化による透明性の向上、（e）国境を越えた監督上の協力の5つである。危機を引き起こした主要な要因の1つが金融市場における流動性の枯渇であったことを踏まえ、 BCBSも、2008年9月に流動性の管理・監督を改善するための原則を発表した。
近年のOECDの研究によれば、バーゼル合意に基づく銀行規制は、型破りなビジネス慣行を助長し、金融危機の間に顕在化した有害なシステミック・ショックに寄与したか、あるいは助長したとすら考えられる。研究によると、リスク加重資産に基づく自己資本比率規制は、規制要件を回避するためのイノベーションを引き起こし、銀行の焦点を中核的な経済機能から離れたところにシフトさせる。バーゼルIIIで導入された、リスク加重資産に基づくさらに厳しい自己資本比率規制は、この偏ったインセンティブを一層高める可能性がある。新しい流動性規制は、状況を改善しようとしているものにもかかわらず、銀行が規制を悪用するインセンティブを高めるもうひとつの候補となりうる。
世界年金会議（WPC）などのシンクタンクも、欧州の立法機関が、2005年に採択され、2008年から有効となった自己資本要求指令（CRD）を通じて欧州連合の法律に置き換えられたバーゼルII勧告事項の採用を、独断的かつ甘い考えで推し進めたと主張している。 要するに、民間銀行、中央銀行、銀行規制当局は、民間の格付け会社による信用リスクの評価に頼ることを余儀なくされたのだ。それにより、規制当局の権限の一部が民間の格付け機関にとってかわられたのである。
バーゼルIIが導入されるずっと前から、ジョージ・W・ストロークとマーティン・H・ウィガーズは、少数の格付機関にシステム的に依存しているために、世界的な金融経済危機が起こると指摘していた。危機の勃発後、2007年にアラン・グリーンスパンもこの意見に同意した。少なくとも、2011年の金融危機調査報告書では、この見解が追認されている。